# Orthonectida
Orthonectida (Gr.: gerade Schwimmende) sind ein kleiner, nur ca. 25 Arten umfassender Stamm des Tierreichs mit unsicherer stammesgeschichtlicher Stellung. Es handelt sich um sekundär vereinfachte Gewebetiere aus den Bilateria.

## Merkmale
Es sind sehr kleine, wurmförmige Organismen, die Körpergröße aller Arten liegt unter einem Millimeter. Der Körper der frei lebenden Geschlechtstiere besteht aus einer Hülle (Epidermis) aus ringförmig angeordneten Zellen, die je nach Ring mit Cilien bewimpert oder unbewimpert sind. Das innere Gewebe besteht zum größten Teil aus den Keimzellen, zwischen Hülle und Keimzellen verlaufen Bündel aus Muskelzellen. Teilweise findet sich am Vorderende ein Sinnesorgan, das aus drei Zellen besteht. Es existieren weder Körperhöhlungen noch ein Darm oder ein Nervensystem.  Mit Hilfe der Wimpern schwimmen die Orthonectida.

## Ökologie
Die Tiere leben als Endoparasiten in diversen marinen wirbellosen Tieren. Bisher wurden Turbellarien, Schnurwürmer, polychäte Ringelwürmer, Muscheln, Schnecken, Stachelhäuter und Tunicata als Wirte nachgewiesen. Dabei können sie großen Schaden anrichten, z. B. zerstören sie manchmal die Gonaden ihrer Wirte. Die Inzidenz (Infektionsrate) vieler Wirte ist dabei aber sehr gering, in manchen Fällen unter 1 %. Einige Arten wurden sogar nach der Erstbeschreibung nie wiedergefunden, obwohl zahlreiche Wirtsorganismen vom Originalfundort untersucht worden sind. Die häufigste und bestuntersuchte Art Rhopalura ophiocomae parasitiert in dem Schlangenstern Amphiphotis squamata, diese Art lag dem Erstbeschreiber Alfred Giard bei der Entdeckung der Tiergruppe 1880 vor. Giard beobachtete, dass nahezu fertige Larven, die er aus dem Gewebe freilegte, charakteristischerweise in einer geraden Linie schwammen, worauf er den Namen des Stammes gründete (vgl. o.) Tiere, die den Wirt selbsttätig verlassen, zeigen dieses Verhalten allerdings nicht.

## Lebenszyklus
Ihr Lebenszyklus ist ein Wechsel von sich ungeschlechtlich und geschlechtlich vermehrenden Generationen, also eine Metagenese.
Die vorherrschende Generation lebt als Plasmodium innerhalb einer degenerierten Wirtszelle, meist einer Muskelzelle oder einer Epidermiszelle, das von den Zellkernen des Parasiten kontrolliert wird. Über die Natur des Plasmodiums bestand jahrzehntelang keine Einigkeit, möglicherweise besteht es bei verschiedenen Arten entweder aus Cytoplasma der Wirtszelle oder des Parasiten selbst. Die asexuelle Vermehrung erfolgt durch Fragmentierung des Plasmodiums. Innerhalb akkumulieren einige der Parasitenkerne, die so genannten Agamonten, und es kommt zu Teilungen, so dass sich aus dem Plasmodium die weiter oben beschriebenen Individuen bilden. Diese stellen die sich sexuell vermehrende Generation dar und verlassen den Wirt, die Befruchtung findet dann außerhalb im freien Wasser statt. Die Männchen sind kleiner als die Weibchen (Sexualdimorphismus), nur die Tiere der Gattung Stoecharthrum sind Hermaphroditen (Zwitter). Männchen und Weibchen besitzen einen Genitalporus, die bei der Begattung gegeneinander gehalten werden, woraufhin die Spermien auf diesem Wege in den weiblichen Organismus eindringen. Die befruchteten Eizellen entwickeln sich noch im Muttertier zu Schwärmerlarven. Auch sie verfügen über eine bewimperte Hülle, in der Innenzellen liegen. Wenn sie einen Wirt befallen, verlieren sie die Hülle und die Innenzellen sorgen für die Bildung neuer Plasmodien.

## Systematik
Früher wurden die Orthonectida mit den Rhombozoa, mit denen sie einige Gemeinsamkeiten aufweisen, zum Taxon „Mesozoa“ vereint, das allerdings wohl keine natürliche Gruppe, also kein monophyletisches Taxon, darstellt. Einige Forscher vertraten die Meinung, die Orthonectida wären unabhängig von allen anderen Tieren aus einzelligen Vorfahren hervorgegangen. Auch der Name „Mesozoa“ nahm auf die Stellung scheinbar „zwischen“ den Protozoen und den Gewebetieren Bezug. Alfred Giard verglich die Tiere mit der Planula-Larve der Nesseltiere. Diese Meinungen gelten aber aufgrund molekularer Stammbäume heute als widerlegt. In einer Untersuchung auf Basis der 18S-rRNA standen die Orthonectida basal innerhalb der Gewebetiere ohne nähere Beziehungen zu einem anderen Tierstamm. Einige Forscher vermuten auch eine Position innerhalb der Lophotrochozoen, nahe bei oder innerhalb der Annelida.
Innerhalb der Orthonectida werden heute zwei Familien mit insgesamt sechs Gattungen anerkannt.
- Familie Pelmatosphaeridae
  - Pelmatosphaera Caullery & Mesnil, 1904
- Familie Rhopaluridae
  - Ciliocincta Kozloff, 1965
  - Intoshia Giard, 1877
  - Prothelminthus Jourdain, 1880
  - Rhopalura Giard, 1877
  - Stoecharthrum Caullery & Mesnil, 1899